# آرثر إدوارد ميرفي
آرثر إدوارد ميرفي (بالإنجليزية: Arthur Edward Murphy)‏ هو فيلسوف أمريكي، ولد في 1 سبتمبر 1901، وتوفي في 11 مايو 1962.